# Oh No (Bring Me the Horizon)
Oh No è un singolo del gruppo musicale britannico Bring Me the Horizon, il quinto estratto dal loro quinto album in studio That's the Spirit, pubblicato il 18 novembre 2016 dalla Sony Music.

## La canzone
Definito il brano più 'soft' dell'album, Oh No è stato descritto da Oliver Sykes, cantante dei Bring Me the Horizon e autore del testo, come il suo "brano anti-dance", aggiungendo che «parla delle persone che vivono per il weekend e delle persone oltre i 30 anni che continuano a cercare di vivere come se ne avessero 18 o 21, provando così furiosamente di divertirsi da non accorgersi di non starsi divertendo affatto».

## Video musicale
Il video ufficiale del brano, diretto da Isaac Eastgate, è stato pubblicato in anteprima sul sito di Rolling Stone il 3 novembre 2016. Parlando del video, il cantante Oliver Sykes ha detto:

## Tracce
Testi di Oliver Sykes, musiche dei Bring Me the Horizon.
1. Oh No (Radio Edit) – 3:53

## Formazione
Bring Me the Horizon
- Oliver Sykes – voce
- Lee Malia − chitarra
- Matt Kean − basso
- Matthew Nicholls − batteria, percussioni
- Jordan Fish − tastiera, sintetizzatore, programmazione, cori

Altri musicisti
- Maddie Cutter − violoncello
- Will Harvey − violino

## Classifiche
| Classifica (2015)          | Posizione massima |
| -------------------------- | ----------------- |
| Regno Unito                | 166               |
| Regno Unito (rock & metal) | 10                |